# Ptygura longipes
Ptygura longipes is een raderdiertjessoort uit de familie Flosculariidae. De wetenschappelijke naam van deze soort is voor het eerst geldig gepubliceerd in 1878 door Wills.